# Rhynchostruthus
Rhynchostruthus is een geslacht van zangvogels uit de vinkachtigen (Fringillidae).

## Soorten
Het geslacht kent de volgende soorten:
- Rhynchostruthus louisae – Somalische goudvleugelvink
- Rhynchostruthus percivali – Arabische goudvleugelvink
- Rhynchostruthus socotranus – Socotragoudvleugelvink